# Girl (Anouk)
Girl is een nummer van de Haagse zangeres Anouk en afkomstig van het album Hotel New York uit 2004. Op 19 november dat jaar werd het nummer op cd-single uitgebracht.

## Achtergrond
De single werd uitsluitend een hit in het Nederlandse taalgebied.
In Nederland was de single in week 45 van 2004 de 601e Megahit op 3FM en werd een gigantische hit. De single bereikte de 2e positie in zowel de publieke hitlijst; toentertijd de Mega Top 50 op 3FM als de Nederlandse Top 40 op destijds Radio 538.
In België bereikte de single de 3e positie im de Vlaamse Ultratop 50. In zowel de Vlaanse Radio 2 Top 30 als de Waalse Ultratop 50 werd géén notering behaald.
Sinds de editie van december 2005 staat de single genoteerd in de jaarlijkse NPO Radio 2 Top 2000 van de Nederlandse publieke radiozender NPO Radio 2, met als hoogste notering een 143e positie in 2006.
In april 2005 won deze single een Vlaamse TMF Award in de categorie Best Video Internationaal.

## NPO Radio 2 Top 2000
| Nummer met noteringen in de NPO Radio 2 Top 2000 | '05 | '06 | '07 | '08 | '09 | '10 | '11 | '12 | '13 | '14 | '15 | '16  | '17  | '18 | '19 | '20  | '21  | '22  | '23  | '24  |
| ------------------------------------------------ | --- | --- | --- | --- | --- | --- | --- | --- | --- | --- | --- | ---- | ---- | --- | --- | ---- | ---- | ---- | ---- | ---- |
| Girl                                             | 168 | 143 | 163 | 264 | 370 | 701 | 550 | 454 | 716 | 829 | 999 | 1104 | 1042 | 873 | 907 | 1076 | 1113 | 1221 | 1083 | 1199 |

1. ↑  Een vetgedrukt getal geeft de hoogste notering aan.
2. ↑  2005 was het eerste jaar met een notering voor dit nummer.